# Ceryle
Ceryle é um género de aves da família Alcedinidae, com uma única espécie, Ceryle rudis, o pica-peixe-malhado 